# Вольная борьба на летних Олимпийских играх 1960 — до 79 кг
Соревнования по вольной борьбе в рамках Олимпийских игр 1960 года в среднем весе (до 79 килограммов) прошли в Риме с 1 по 6 сентября 1960 года в «Базилике Максенция».
Турнир проводился по системе с начислением штрафных баллов, но в сравнении с прошлыми играми, сменилась система их начисления и был введён такой результат, как ничья. За чистую победу штрафные баллы не начислялись, за победу по очкам борец получал один штрафной балл, за ничью два штрафных балла, за поражение по очкам три штрафных балла, за чистое поражение — четыре штрафных балла. Борец, набравший шесть штрафных баллов, из турнира выбывал. Трое оставшихся борцов выходили в финал, где проводили встречи между собой. Встречи между финалистами, состоявшиеся в предварительных схватках, шли в зачёт. Схватка по регламенту турнира продолжалась 12 минут. Если в течение первых шести минут не было зафиксировано туше, то судьи могли определить борца, имеющего преимущество. Если преимущество никому не отдавалось, то назначалось четыре минуты борьбы в партере, при этом каждый из борцов находился внизу по две минуты (очередность определялась жребием). Если кому-то из борцов было отдано преимущество, то он имел право выбора следующих шести минут борьбы: либо в партере сверху, либо в стойке. Если по истечении четырёх минут не фиксировалась чистая победа, то оставшиеся две минуты борцы боролись в стойке.
В среднем весе боролись 19 участников. Самым молодым участником был 20-летний Алан Баттс, самым возрастным 31-летний Рональд Хант. Явным претендентом на золотую медаль был Георгий Схиртладзе, бронзовый призёр Олимпийских игр, вице-чемпион мира 1957 года и чемпион мира 1959 года. Всё решилось в пятом круге, куда вышли четыре борца: американец Эд Де Уитт с трем штрафными баллами и три борца, отстающие на один балл — Георгий Схиртладзе, Ханс Антонссон и  Хасан Гюнгёр. В первой встрече пятого круга Гюнгёр тушировал Де Уитта и американский борец из турнира выбыл. А вторую встречу Схиртладзе и Антонссон свели вничью, что принесло каждому по два штрафных балла, и он оба выбыли из турнира. Таким образом, как единственный оставшийся борец Гюнгёр получил «золото», не проведя ни одной встречи с другими финалистами. Схиртладзе, имея те же штрафные баллы, что и Антонссон, получил «серебро» из-за меньшего веса.

## Призовые места
- Хасан Гюнгёр (TUR)
- Георгий Схиртладзе (URS)
- Ханс Антонссон (SWE)

## Первый круг
| Штрафных баллов | Участник 1               | Результат    | Участник 2                | Штрафных баллов |
| --------------- | ------------------------ | ------------ | ------------------------- | --------------- |
| 0               | Такаси Нагаи (JPN)       | Туше (2:28)  | Рональд Хант (AUS)        | 4               |
| 2               | Геза Холлоши (HUN)       | Ничья        | Продан Гарджев (BUL)      | 2               |
| 0               | Хасан Гюнгёр (TUR)       | Туше (9:31)  | Хулио Граффинья (ARG)     | 4               |
| 0               | Фред Томас (NZL)         | Туше (9:17)  | Мансур Мехдизаде (IRI)    | 4               |
| 0               | Ханс Антонссон (SWE)     | Туше (11:59) | Вильхо Пункари (FIN)      | 4               |
| 0               | Мадхо Сингх (IND)        | Туше (4:03)  | Алан Баттс (GBR)          | 4               |
| 1               | Эд Де Уитт (USA)         | По очкам     | Джерманно Караффини (ITA) | 3               |
| 0               | Георг Утц (EUA)          | Туше (4:30)  | Анри Мотье (SUI)          | 4               |
| 0               | Георгий Схиртладзе (URS) | Туше (1:23)  | Мохаммад Азиф Хокан (AFG) | 4               |
| 0               | Мухаммад Фаиз (PAK)      | Пропускал    |                           |                 |

## Второй круг
| Штрафных баллов | Участник 1                | Результат    | Участник 2                | Штрафных баллов |  |
| --------------- | ------------------------- | ------------ | ------------------------- | --------------- |  |
| 1               | Такаси Нагаи (JPN)        | По очкам     | Мухаммад Фаиз (PAK)       | 3               |  |
| 2               | Геза Холлоши (HUN)        | Туше (0:51)  | Рональд Хант (AUS)        | 8               |  |
| 1               | Хасан Гюнгёр (TUR)        | По очкам     | Продан Гарджев (BUL)      | 5               |  |
| 1               | Фред Томас (NZL)          | По очкам     | Хулио Граффинья (ARG)     | 7               |  |
| 5               | Мансур Мехдизаде (IRI)    | По очкам     | Ханс Антонссон (SWE)      | 3               |  |
| 4               | Вильхо Пункари (FIN)      | Туше (11:10) | Алан Баттс (GBR)          | 8               |  |
| 0               | Мадхо Сингх (IND)         | Туше (9:55)  | Джерманно Караффини (ITA) | 7               |  |
| 1               | Эд Де Уитт (USA)          | Туше (1:07)  | Анри Мотье (SUI)          | 8               |  |
| 0               | Георгий Схиртладзе (URS)  | Туше (9:22)  | Георг Утц (EUA)           | 4               |  |
| 4               | Мохаммад Азиф Хокан (AFG) | Пропускал    |                           |                 |  |

## Третий круг
| Штрафных баллов | Участник 1           | Результат   | Участник 2                | Штрафных баллов |
| --------------- | -------------------- | ----------- | ------------------------- | --------------- |
| 4               | Мухаммад Фаиз (PAK)¹ | По очкам    | Мохаммад Азиф Хокан (AFG) | 7               |
| 3               | Геза Холлоши (HUN)   | По очкам    | Такаси Нагаи (JPN)        | 4               |
| 5               | Продан Гарджев (BUL) | Туше (3:20) | Фред Томас (NZL)          | 5               |
| 3               | Хасан Гюнгёр (TUR)   | Ничья       | Мансур Мехдизаде (IRI)    | 7               |
| 4               | Ханс Антонссон (SWE) | По очкам    | Мадхо Сингх (IND)         | 3               |
| 5               | Георг Утц (EUA)      | По очкам    | Вильхо Пункари (FIN)      | 7               |
| 2               | Эд Де Уитт (USA)     | По очкам    | Георгий Схиртладзе (URS)  | 3               |

¹ Снялся с соревнований

## Четвёртый круг
| Штрафных баллов | Участник 1               | Результат   | Участник 2         | Штрафных баллов |
| --------------- | ------------------------ | ----------- | ------------------ | --------------- |
| 6               | Продан Гарджев (BUL)     | По очкам    | Такаси Нагаи (JPN) | 7               |
| 4               | Хасан Гюнгёр (TUR)       | По очкам    | Геза Холлоши (HUN) | 7               |
| 4               | Ханс Антонссон (SWE)     | Туше (5:45) | Фред Томас (NZL)   | 9               |
| 4               | Георгий Схиртладзе (URS) | По очкам    | Мадхо Сингх (IND)  | 6               |
| 3               | Эд Де Уитт (USA)         | По очкам    | Георг Утц (EUA)    | 8               |

## Пятый круг
| Штрафных баллов | Участник 1               | Результат   | Участник 2           | Штрафных баллов |
| --------------- | ------------------------ | ----------- | -------------------- | --------------- |
| 4               | Хасан Гюнгёр (TUR)       | Туше (5:06) | Эд Де Уитт (USA)     | 7               |
| 6               | Георгий Схиртладзе (URS) | Ничья       | Ханс Антонссон (SWE) | 6               |